# Die Linke Thüringen
Die Linke Thüringen ist einer der sechzehn Landesverbände der Partei Die Linke und repräsentiert die Partei im Freistaat Thüringen. Er wurde in heutiger Form 2007 gegründet und ging aus dem im Sommer 1990 gegründeten Thüringer Landesverband der PDS hervor. Nachdem die PDS bzw. Linke von 1994 bis 2014 die größte Oppositionspartei im Thüringer Landtag gewesen war, gelangte sie nach der Landtagswahl 2014 an die Regierung und stellte mit Bodo Ramelow bis 2024 den bundesweit ersten und einzigen Ministerpräsidenten der Linken. Mit 4.500 Mitgliedern (Stand: Juli 2025) ist es die zweitgrößte Partei in Thüringen.

## Geschichte

### Anfangsjahre
Der Thüringer Landesverband der PDS wurde am 30. Juni/1. Juli 1990 durch Zusammenschluss der bisherigen Bezirksverbände Erfurt, Suhl und Gera sowie der Kreisverbände Altenburg, Schmölln und Artern gegründet. Zur ersten Landesvorsitzenden wurde Gabi Zimmer gewählt. Zur Landtagswahl am 14. Oktober 1990 kandidierte die Partei als Linke Liste-PDS gemeinsam mit Nelken, fdj, KPD und der Vereinigten Linken (VL). Ihr Spitzenkandidat zur Landtagswahl war Klaus Höpcke, ehemaliger stellvertretender DDR-Kulturminister und Abgeordneter der frei gewählten Volkskammer. Die Liste erhielt bei der Landtagswahl 9,7 % der Zweitstimmen und gewann damit neun Sitze im ersten Thüringer Landtag; Klaus Höpcke wurde Fraktionsvorsitzender. Der Fraktion gehörten sieben Abgeordnete der PDS sowie Jörg Pöse von der VL und Cornelia Geithner von der fdj an. Am 2. Dezember erreichte die Partei bei der Bundestagswahl 1990 im Land 8,7 % der Zweitstimmen und entsandte zwei Thüringer Abgeordnete nach Bonn.
Aufsehen erregte am 15. Februar 1992 der Suizid des Jenaer Bundestagsabgeordneten Gerhard Riege, nachdem bekannt geworden war, dass dieser in den 1950er Jahren in Kontakt zum MfS gestanden hatte. Ende 1992 verlor die Fraktion im Thüringer Landtag ein Mitglied, indem der Abgeordnete Jörg Pöse zu den Grünen übertrat. Im Sommer 1993 unterstützte die Partei die Protestbewegung der Arbeiter gegen die Schließung des Kaliwerkes Bischofferode.
Am 12. Juni 1994 erreichte die Thüringer PDS zweistellige Ergebnisse bei der Europawahl (16,9 %) und den Kommunalwahlen (15,7 %). Vier Monate später erhielt die Partei in Thüringen 17,1 % der Zweitstimmen bei der Bundestagswahl 1994, wodurch sie vier Abgeordnete in den Bundestag entsenden konnte, und 16,6 % bei der Landtagswahl. Dabei ergab sich eine rechnerische Landtagsmehrheit für eine Koalition der PDS mit der SPD. Die SPD nahm jedoch keinerlei Gespräche mit der PDS auf, da diese zu dieser Zeit noch nicht als regierungsfähig angesehen wurde (im benachbarten Sachsen-Anhalt bestand jedoch seit wenigen Monaten bereits eine rot-grüne Koalition unter Tolerierung durch die PDS; siehe Magdeburger Modell). Stattdessen wurde eine Koalition aus CDU und SPD gebildet, so dass die PDS (da FDP und Grüne nicht mehr im Landtag vertreten waren) in den folgenden fünf Jahren die einzige Oppositionspartei im Landesparlament darstellte.

### Die PDS als größte Oppositionspartei
Im Januar 1997 sprachen sich in der Erfurter Erklärung knapp 40 Künstler, Intellektuelle, Gewerkschafter und Politiker für mehr soziale Gerechtigkeit und einen Politikwechsel durch engere Zusammenarbeit von SPD, Grünen und PDS aus. Zu den Erstunterzeichnern gehörten die Gewerkschaftsfunktionäre und späteren Linken-Politiker Bodo Ramelow und Frank Spieth.
Zur Bundestagswahl 1998 trat Ruth Fuchs als Spitzenkandidatin der PDS Thüringen an. Die Partei erreichte im Freistaat 21,0 % der Erststimmen und 21,2 % der Zweitstimmen und zog mit fünf Abgeordneten in den Bundestag ein. Auf dem 5. Landesparteitag in Gera wurde Anfang Dezember 1998 Dieter Hausold zum neuen Landesvorsitzenden gewählt, nachdem Gabi Zimmer nach acht Jahren nicht mehr angetreten war. 1999 kam die Partei in Thüringen auf 20,6 % der Stimmen bei der Europawahl, auf 17,9 % bei den Kommunalwahlen und 21,4 % der Zweitstimmen bei der Landtagswahl. Damit wurde die PDS zum ersten Mal zweitstärkste Kraft im Thüringer Landtag, hatte jedoch wegen des deutlichen CDU-Wahlsieges (unter Bernhard Vogel wurden 51 % erreicht) keine Chance auf eine Regierungsbeteiligung. Gabi Zimmer wurde Fraktionsvorsitzende.
Im Oktober 2000 wurde die langjährige PDS-Landesvorsitzende Gabi Zimmer in Cottbus zur Bundesvorsitzenden ihrer Partei gewählt. Ihr Nachfolger als PDS-Fraktionsvorsitzender im Landtag wurde zunächst Werner Buse, ab November 2001 Bodo Ramelow. Zur Bundestagswahl 2002 erreichte die PDS in Thüringen nur 18 % der Zweitstimmen und schnitt damit schlechter ab als 1998. Da die Partei bundesweit die Fünf-Prozent-Hürde verfehlte, konnten keine Thüringer Abgeordneten in den Bundestag einziehen. Die Thüringerin Gabi Zimmer wurde auf dem Geraer Bundesparteitag im Oktober 2002 zunächst als Bundesvorsitzende wiedergewählt, auf einem Sonderparteitag im Juni 2003 wurde jedoch Lothar Bisky zum neuen Parteichef gewählt.
Auf ihrem 7. Landesparteitag in Lobenstein ernannte die Thüringer PDS im September 2003 mit Bodo Ramelow erstmals einen eigenen Kandidaten für das Amt des Thüringer Ministerpräsidenten. Bei der Landtagswahl vom 13. Juni 2004 erreichte die Partei ein Zweitstimmenergebnis von 26,1 % und errang fünf der 44 Direktmandate. Sie zog mit 28 Abgeordneten in den Landtag ein und konnte damit ihren Vorsprung als zweitstärkste Kraft gegenüber der SPD weiter ausbauen. Jedoch verteidigte die CDU unter Dieter Althaus trotz Stimmenverlusten ihre absolute Mehrheit. Bei der gleichzeitig stattfindenden Europawahl erreichte die Partei in Thüringen 25,3 %; Gabi Zimmer, die auf Platz 3 der Bundesliste kandidiert hatte, zog ins Europäische Parlament ein. Auch bei den Kommunalwahlen vom 27. Juni 2004 konnte die Partei Stimmengewinne verbuchen und wurde unter anderem stärkste Kraft in den Stadträten der kreisfreien Städte Gera, Jena und Suhl.

### Fusion zur Linkspartei
Nachdem im Mai 2005 Bundeskanzler Gerhard Schröder vorgezogene Bundestags-Neuwahlen für den Herbst des Jahres angekündigt hatte, beschlossen Bundes-PDS und WASG ein gemeinsames Antreten. Zu diesem Zweck benannte sich die PDS am 17. Juli 2005 in Die Linkspartei.PDS um. Der Thüringer Landesverband folgte diesem Schritt am 29. Juli und hieß von nun an Die Linkspartei.PDS Thüringen. Bodo Ramelow wurde Spitzenkandidat in Thüringen. Bei der Bundestagswahl vom 18. September 2005 erreichte die Partei dann mit 8,7 % auf Bundesebene ihr bis dahin bestes Ergebnis. In Thüringen wurde sie mit 26,1 % der Zweitstimmen noch vor der CDU zweitstärkste Kraft und entsandte fünf Abgeordnete in den Bundestag. Ramelow wurde dort stellvertretender Vorsitzender der Linksfraktion. Zu seinem Nachfolger als Fraktionsvorsitzender im Thüringer Landtag wurde Dieter Hausold gewählt; dessen Amt als Vorsitzender des Landesverbandes übernahm im März 2006 der bisherige Landesgeschäftsführer Knut Korschewsky.
Am 16. März 2007 unterzeichneten Knut Korschewsky und der Thüringer Landesvorsitzende der WASG, Siegfried Gütthoff, die Vereinbarung zur Vereinigung beider Landesverbände. In einer Urabstimmung sprachen sich 88,8 % der Thüringer Parteimitglieder für den Zusammenschluss der Parteien aus. Nachdem sich am 15./16. Juni 2007 in Berlin beide Parteien auf Bundesebene zur Partei Die Linke vereinigten, folgten die Thüringer Landesverbände am 14./15. Juli in Gotha diesem Schritt. Knut Korschewsky blieb in der vereinigten Partei Landesvorsitzender, Ina Leukefeld und Jörg Kubitzki seine Stellvertreter.

### Gescheiterte Regierungsbeteiligung 2009
Für das Wahljahr 2009 wurden für die Landtagswahl erneut Bodo Ramelow, für die Bundestagswahl der damals noch parteilose Ralph Lenkert als Spitzenkandidaten in Thüringen nominiert. Bei der Europawahl vom 7. Juni 2009 kandidierte erneut Gabi Zimmer auf Platz 3 der Bundesliste. Obwohl die Partei auf Bundesebene mit 7,5 % der Stimmen ihr bisher bestes Ergebnis erzielte, erlitt sie in Thüringen leichte Verluste gegenüber 2004. Auch bei den gleichzeitig stattfindenden Kommunalwahlen kam es mit 20,7 % der Stimmen zu Verlusten.
Bei der Landtagswahl vom 30. August 2009 konnte die Thüringer Linke mit 27,4 % der Zweitstimmen sowie 14 Direktmandaten ihr gutes Ergebnis von 2004 noch einmal steigern. Damit lag sie weniger als vier Prozentpunkte hinter der CDU, die ihre bisherige absolute Mehrheit deutlich verlor. Rechnerisch wäre eine Koalition mit der SPD (mit oder ohne Einbeziehung der Grünen) möglich gewesen. Den September über fanden Sondierungsgespräche der Linkspartei mit beiden Parteien statt. Am 27. September gelang der Partei bei der Bundestagswahl mit 11,9 % ihr bislang bestes Ergebnis. In Thüringen gewann sie 29,1 % der Erststimmen und 28,8 % der Zweitstimmen, womit sie sich gegenüber 2005 weiter steigern konnte. Ralph Lenkert (Bundestagswahlkreis Gera – Jena – Saale-Holzland-Kreis) und Jens Petermann (Bundestagswahlkreis Suhl – Schmalkalden-Meiningen – Hildburghausen), beide zum damaligen Zeitpunkt parteilos, gewannen für die Linkspartei die ersten Thüringer Direktmandate für den Bundestag.
Auf Landesebene entschied sich die SPD mit ihrem Landesvorsitzenden Christoph Matschie schließlich für Koalitionsverhandlungen mit der CDU, die zur Bildung einer schwarz-roten Koalition unter Christine Lieberknecht führten. Die Linke blieb damit weiterhin die stärkste oppositionelle Kraft in Thüringen. Bodo Ramelow wurde nach vier Jahren im Deutschen Bundestag wieder zum Vorsitzenden der Linksfraktion im Landtag gewählt.
Nach dem Rücktritt von Bundespräsident Horst Köhler nominierte Die Linke die in Thüringen gewählte Bundestagsabgeordnete Luc Jochimsen als Kandidatin für die Wahl des deutschen Bundespräsidenten 2010, in der sie im ersten Wahlgang 126, im zweiten 123 Stimmen erhielt. Im August 2010 verlor die Linke im Thüringer Landtag einen Abgeordneten, als der im Wahlkreis Weimar direkt gewählte Thomas Hartung zur SPD-Fraktion übertrat.
Die Kommunalwahlen in Thüringen 2012 wurden zum großen Erfolg für die Partei: Mit Birgit Keller im Landkreis Nordhausen, Petra Enders im Ilm-Kreis, Michaele Sojka im Landkreis Altenburger Land und Katja Wolf in der kreisfreien Stadt Eisenach konnte sie erstmals in Thüringen Landrats- und Oberbürgermeisterposten besetzen. Daneben gelang Ralf Hauboldt in Sömmerda die Wahl zum Bürgermeister einer Kreisstadt.
Bei der Wahl der Landesliste für die Bundestagswahl 2013 kam es am 2. März 2013 zu einem Eklat: Die vom Landesvorstand für die Spitzenkandidatur nominierte Birgit Klaubert erhielt auf dem Landesparteitag in Friedrichroda nur 49,2 % der Stimmen und damit nicht die erforderliche Mehrheit. Klaubert verzichtete daraufhin auf eine erneute Kandidatur; an ihrer Stelle wurde schließlich Kersten Steinke zur Spitzenkandidatin gewählt. Bei der Bundestagswahl am 22. September 2013 schnitt die Partei mit bundesweit 8,6 Prozent und in Thüringen 23,43 Prozent der Zweitstimmen schlechter ab als 2009. Die beiden 2009 direkt gewählten Abgeordneten Ralph Lenkert und Jens Petermann verloren ihre Wahlkreise an die Kandidaten der CDU; Lenkert konnte jedoch über die Landesliste wieder in den Bundestag einziehen. Auf der ersten Tagung des vierten Landesparteitags in Suhl trat Knut Korschewsky im November 2013 nicht wieder als Landesvorsitzender an; an seiner Stelle wurde Susanne Hennig mit 56,7 % der Stimmen zur Landesvorsitzenden gewählt.

### Regierungspartei unter Bodo Ramelow (2014 bis 2024)

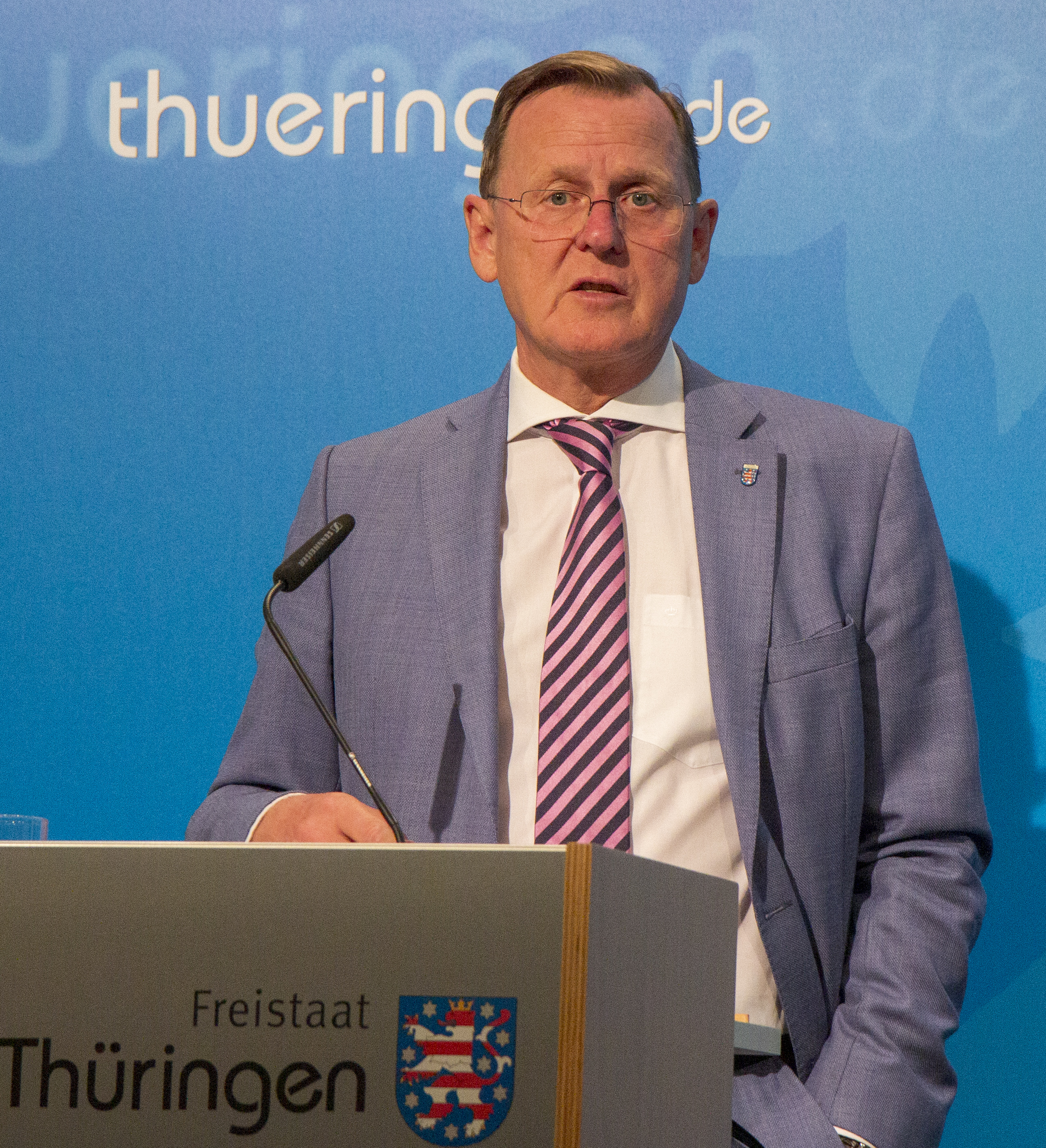
Bodo Ramelow war von 2014 bis 2024 mit kurzer Unterbrechung Thüringer Ministerpräsident

Auf der zweiten Tagung des vierten Landesparteitags verabschiedete die Partei am 22. März 2014 in Sömmerda ihr Programm für die anstehende Landtagswahl 2014. Eine Woche später wurde in Erfurt die Landesliste aufgestellt, wobei Bodo Ramelow mit 93,2 % erneut zum Spitzenkandidaten gewählt wurde. Am 25. Mai 2014 erreichte die Linke bei der Europawahl 2014 in Thüringen 22,5 % und damit wiederum ein etwas schlechteres Ergebnis als 2009; Gabi Zimmer wurde erneut ins Europäische Parlament gewählt. Bei den gleichzeitig stattfindenden Kommunalwahlen erreichte sie hingegen leichte Zugewinne und konnte ihr landesweites Ergebnis auf 21,9 % steigern.
Bei der Landtagswahl am 14. September 2014 kam Die Linke auf 29,4 % der Erst- und 28,2 % der Zweitstimmen und erreichte damit ihr bislang bestes Ergebnis bei einer Landtagswahl in Deutschland. Zugleich gingen jedoch sieben der 14 bei der Landtagswahl 2009 gewonnenen Direktmandate an die Kandidaten der CDU verloren; weitere sieben wurden verteidigt, zwei neu hinzugewonnen. Insgesamt zog die Partei mit 28 Abgeordneten in den Landtag ein. Anders als 2009 gab es wegen des schlechten Abschneidens der SPD diesmal keine rechnerische Mehrheit mehr für eine rot-rote Koalition; und auch eine Koalition unter Einbeziehung der Grünen verfügte nur über eine Stimme Mehrheit im Landtag. Nach Sondierungsrunden zwischen den drei Parteien, an denen für die Linke Susanne Hennig, Bodo Ramelow, Birgit Keller und Steffen Harzer teilnahmen, ließ die Thüringer SPD ihre Mitglieder über die Aufnahme von Koalitionsverhandlungen mit Linken und Grünen abstimmen, die dies mit 69,93 % der Stimmen befürworteten. Daraufhin fanden vom 5. bis 19. November 2014 die Koalitionsverhandlungen statt. Der ausgearbeitete Koalitionsvertrag wurde am 2. Dezember 2014 durch Urabstimmungen in den Landesverbänden von Linken (94 %) und Grünen (84,3 %) angenommen. Am 5. Dezember 2014 wurde Bodo Ramelow vom Thüringer Landtag zum Ministerpräsidenten gewählt. Er benötigte einen zweiten Wahlgang, um die erforderlichen 46 Stimmen zu erhalten. Unmittelbar nach seiner Wahl ernannte er das Kabinett Ramelow I, dem für die Linke neben dem Ministerpräsidenten die Ministerinnen Birgit Klaubert (Bildung, Jugend und Sport), Birgit Keller (Infrastruktur und Landwirtschaft) und Heike Werner (Arbeit, Soziales, Gesundheit, Frauen und Familie) sowie der Minister für Bundes- und Europaangelegenheiten und Chef der Staatskanzlei Benjamin-Immanuel Hoff angehören. Damit waren die erste rot-rot-grüne Landesregierung und der erste Ministerpräsident der Partei Die Linke in der Geschichte der Bundesrepublik Deutschland im Amt.
Nach dem Regierungsantritt Ramelows wurde am 10. Dezember 2014 die Landesvorsitzende Susanne Hennig-Wellsow auch zur Vorsitzenden der Linksfraktion im Thüringer Landtag gewählt. Im Sinne einer Trennung von Amt und Mandat legten die beiden Kabinettsmitglieder Bodo Ramelow und Birgit Klaubert zum 31. März 2015 ihre Mandate im Thüringer Landtag nieder; ein halbes Jahr später folgte auch Ministerin Anja Siegesmund von den Grünen diesem Schritt. Durch die Berufung der bisherigen Nordhäuser Landrätin Birgit Keller in die Landesregierung verlor die Linke einen ihrer drei Landratsposten in Thüringen, da aus der erforderlich gewordenen Neuwahl am 26. April und 10. Mai 2015 der SPD-Kandidat Matthias Jendricke als Sieger hervorging.
Bei der Bundestagswahl 2017 kam die Partei mit Spitzenkandidatin Martina Renner auf 16,9 % der Zweitstimmen und errang statt zuvor fünf nur noch drei Mandate im Bundestag; nur 1990 hatte die damalige PDS in Thüringen schlechter abgeschnitten.
Nach der Landtagswahl 2019 war Bodo Ramelow ab 26. November 2019, dem Tag der Konstituierung des neu gewählten Landtags, geschäftsführend im Amt. Am 5. Februar 2020 unterlag er im Thüringer Landtag beim dritten Wahlgang zum Ministerpräsidenten Thomas Kemmerich (FDP), wodurch die Regierungskrise in Thüringen 2020 ausgelöst wurde. Nach dem Rücktritt Kemmerichs wurde Ramelow am 4. März 2020 im dritten Wahlgang erneut zum Ministerpräsidenten gewählt und das Kabinett Ramelow II gebildet.
Beu der Landtagswahl 2024 verlor die Linkspartei im Vergleich zu 2019 17,9 Prozentpunkte und stürzte auf 13,1 % der Stimmen ab. Sie wurde damit nur noch viertstärkste Kraft im Landtag. Anschließend bildete sich das Kabinett Voigt ohne Beteiligung der Linkspartei.

## Personen

### Landesvorsitzende
- 1990–1998: Gabi Zimmer
- 1998–2006: Dieter Hausold
- 2006–2013: Knut Korschewsky
- 2013–2021: Susanne Hennig-Wellsow
- 2021:  Heike Werner (kommissarisch), Steffen Dittes (kommissarisch)
- 2021–2025: Ulrike Grosse-Röthig, Christian Schaft[5][6]
- seit 2025: Katja Maurer, Ralf Plötner

### Fraktionsvorsitzende im Landtag
- 1990–1992: Klaus Höpcke
- 1992–1994: Roland Hahnemann
- 1994–1995: Ursula Fischer
- 1995–1999: Birgit KlaubertGabi Zimmer
- 1999–2000: Gabi Zimmer
- 2000–2001: Werner Buse
- 2001–2005: Bodo Ramelow
- 2005–2009: Dieter Hausold
- 2009–2014: Bodo Ramelow
- 2014–2021: Susanne Hennig-Wellsow
- 2021–2024: Steffen Dittes
- seit 2024: Christian Schaft

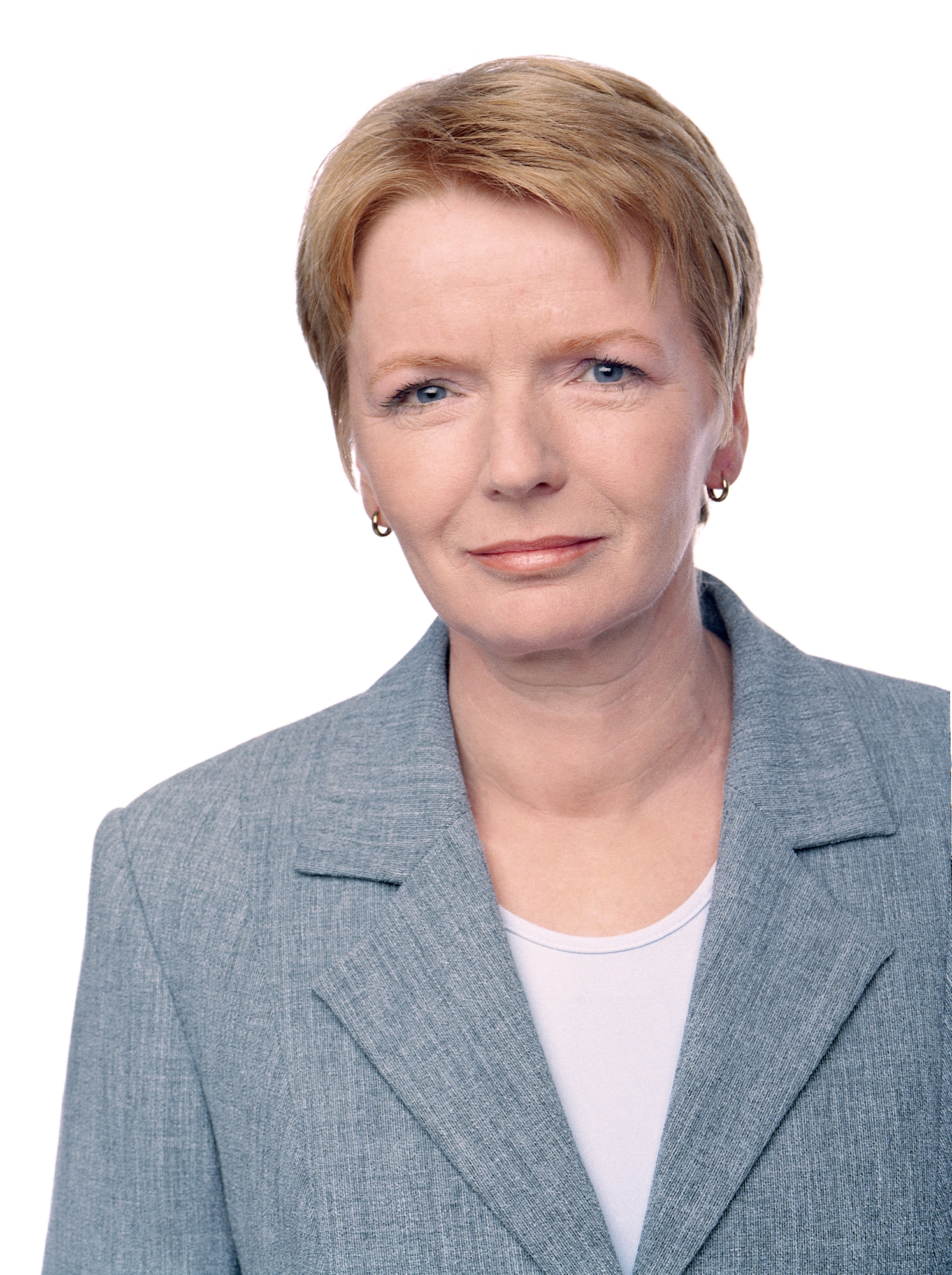
Gabi Zimmer

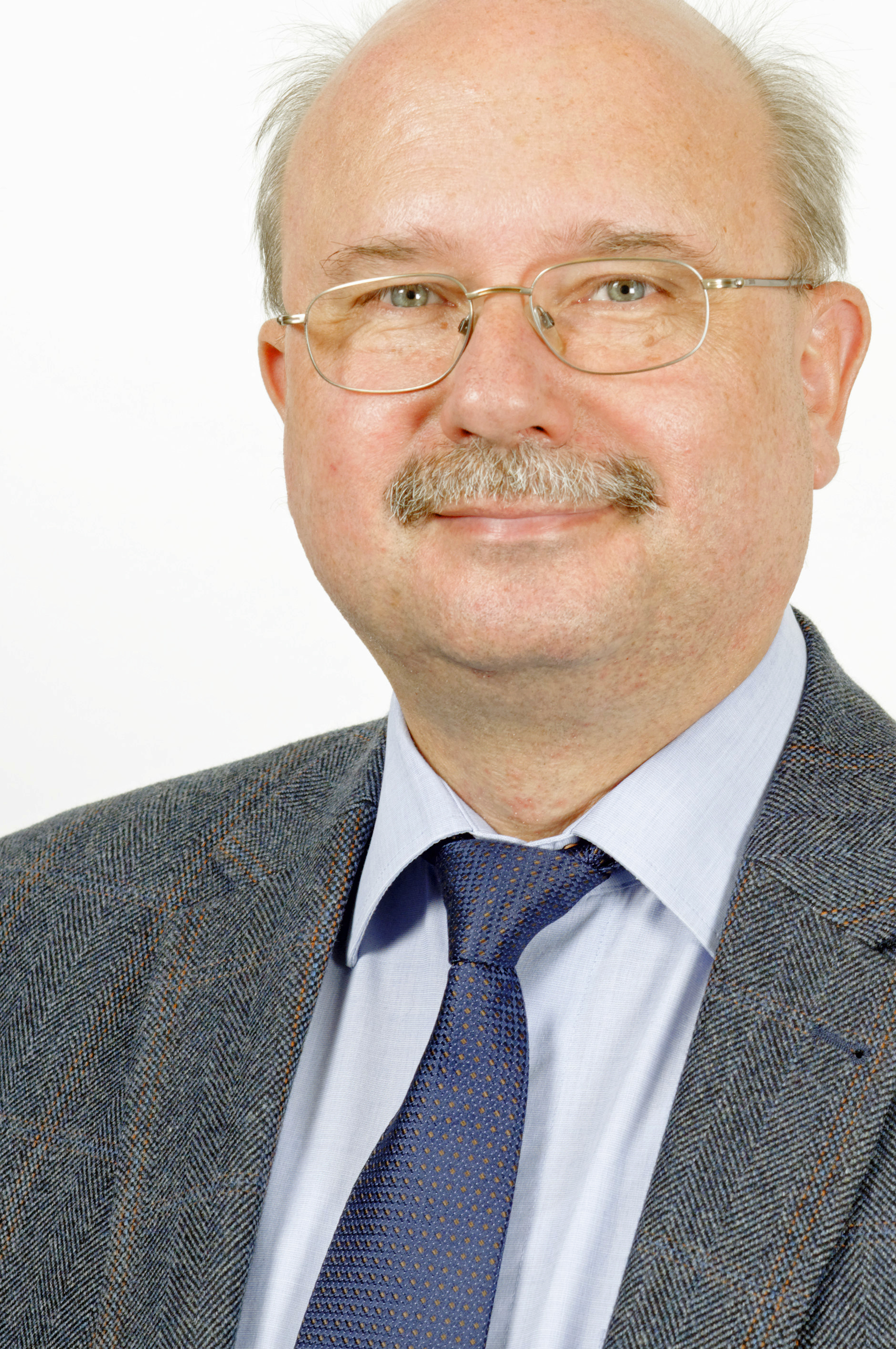
Dieter Hausold

Von 1994 bis 2014 waren die Fraktionsvorsitzenden der PDS bzw. Linken zugleich Oppositionsführer im Thüringer Landtag.

### Abgeordnete im Deutschen Bundestag
- 12. Wahlperiode (1990–1994): Ursula Fischer, Gerhard Riege († 1992), Ruth Fuchs (Nachrückerin für Gerhard Riege)
- 13. Wahlperiode (1994–1998): Gerhard Jüttemann, Ruth Fuchs, Ludwig Elm, Rosel Neuhäuser
- 14. Wahlperiode (1998–2002): Ruth Fuchs, Gerhard Jüttemann, Rosel Neuhäuser, Carsten Hübner, Kersten Naumann
- 15. Wahlperiode (2002–2005): keine
- 16. Wahlperiode (2005–2009): Bodo Ramelow, Kersten Naumann, Luc Jochimsen, Frank Spieth, Cornelia Hirsch
- 17. Wahlperiode (2009–2013): Ralph Lenkert, Luc Jochimsen, Kersten Steinke, Frank Tempel, Jens Petermann
- 18. Wahlperiode (2013–2017): Kersten Steinke, Ralph Lenkert, Martina Renner, Frank Tempel, Sigrid Hupach
- 19. Wahlperiode (2017–2021): Martina Renner, Ralph Lenkert, Kersten Steinke
- 20. Wahlperiode (2021–2025): Susanne Hennig-Wellsow, Martina Renner, Ralph Lenkert
- 21. Wahlperiode (seit 2025): Mandy Eißing, Bodo Ramelow, Donata Vogtschmidt